# Scytodes alayoi
Scytodes alayoi là một loài nhện trong họ Scytodidae.
Loài này thuộc chi Scytodes. Scytodes alayoi được miêu tả năm 1977 bởi Alayón.